# 古河従純
古河 従純（ふるかわ じゅうじゅん、1904年〈明治37年〉7月1日 - 1967年〈昭和42年〉8月24日）は、日本の実業家。古河財閥の4代当主である。

## 人物・経歴
西郷従徳の次男として生まれる。1929年にハーバード大学を卒業し、古河合名に入社。1931年に古河虎之助の養子となった。1940年に養父・古河虎之助が死去すると、古河家を継承し、男爵となり、古河合名会社社長及び古河石炭鉱業社長に就任した。1943年に帝国生命保険（現・朝日生命保険）社長、会長に就任。1945年に一連の社長職・会長職を辞職。1946年に公職追放され、1951年に解除。1967年7月、古河林業社長に就任。同年8月24日死去。危篤に際し、勲三等旭日中綬章を贈られた。

## 家族
- 父：西郷従徳
- 母：西郷豊子（公爵 岩倉具定・次女）
- 養父：古河虎之助（古河財閥3代目当主、財閥創始者古河市兵衛・長男）
- 養母：古河不二子（侯爵 西郷従道・4女）
- 妻：吉村幸子（吉村萬治郎・長女、財閥創始者古河市兵衛・孫）
- 長男：古河潤之助（元古河林業 会長）
- 次男：古河久純（古河林業 代表取締役会長）
- 3男：古河正純
- 4男：古河建純[5][6][7]
- 5男：古河直純
- 長女：井上量子（巴川製紙所元社長 井上貴雄夫人）[8]
- 次女：大川冨美子（三菱製紙 岩崎東一と結婚した後、伊藤忠商事監査役 大川博通夫人）[8]